# Forestopagurus drachi
Forestopagurus drachi is een tienpotigensoort uit de familie van de Paguridae. De wetenschappelijke naam van de soort is voor het eerst geldig gepubliceerd in 1966 door Forest.